# 469-й отдельный сапёрный батальон
469-й отдельный сапёрный батальон  — воинская часть в вооружённых силах СССР во время Великой Отечественной войны.

## История
Формировался с июля 1941 года в Московском военном округе
В составе действующей армии с 30 сентября 1941 года по 25 сентября 1942 года.
В конце сентября 1941 года поступил в распоряжение 34-й армии, до января 1942 года совершенствует оборонительные рубежи в полосе действия армии. К началу Демянской наступательной операции придан 33-й стрелковой дивизии 3-й ударной армии, от северной части Селигера  наступает южнее Демянска на Холм, к 19 января 1942 вышел к Холму, и до осени 1942 года находится под этим городом.
25 сентября 1942 года переформирован в 225-й отдельный моторизованный инженерный батальон.

### Подчинение
| Подчинение по месяцам | Подчинение по месяцам    | Подчинение по месяцам | Подчинение по месяцам | Подчинение по месяцам |
| Дата                  | Фронт (округ)            | Армия                 | Корпус (группа)       | Примечания            |
| --------------------- | ------------------------ | --------------------- | --------------------- | --------------------- |
| 1 августа 1941 года   | Московский военный округ | -                     | -                     | -                     |
| 1 сентября 1941 года  | -                        | -                     | -                     | данных нет            |
| 1 октября 1941 года   | Северо-Западный фронт    | 34-я армия            | -                     | —                     |
| 1 ноября 1941 года    | Северо-Западный фронт    | 34-я армия            | -                     | —                     |
| 1 декабря 1941 года   | Северо-Западный фронт    | 34-я армия            | -                     | —                     |
| 1 января 1942 года    | Северо-Западный фронт    | 3-я ударная армия     | -                     | —                     |
| 1 февраля 1942 года   | Калининский фронт        | 3-я ударная армия     | -                     | —                     |
| 1 марта 1942 года     | Калининский фронт        | 3-я ударная армия     | -                     | —                     |
| 1 апреля 1942 года    | Калининский фронт        | 3-я ударная армия     | -                     | —                     |
| 1 мая 1942 года       | Калининский фронт        | 3-я ударная армия     | -                     | —                     |
| 1 июня 1942 года      | Калининский фронт        | 3-я ударная армия     | -                     | —                     |
| 1 июля 1942 года      | Калининский фронт        | 3-я ударная армия     | -                     | —                     |
| 1 августа 1942 года   | Калининский фронт        | 3-я ударная армия     | -                     | —                     |
| 1 сентября 1942 года  | Калининский фронт        | 3-я ударная армия     | -                     | —                     |